# Hold the Line (9-1-1: Lone Star)
«Hold the Line» es el tercer episodio de la segunda temporada de la serie de televisión estadounidense 9-1-1: Lone Star y sirve como el cruce inaugural entre la serie y 9-1-1. Fue dirigido por Bradley Buecker, escrito por Jessica Ball y John Owen Lowe, y se emitió en Fox el 1 de febrero de 2021. El cruce ve a la estación de bomberos 118 de Los Ángeles (Buck Buckley, Hen Wilson y Eddie Díaz) ayudando a la estación de bomberos 126 de Austin (Owen Strand, TK Strand, Judd Ryder, Marjan Marwani, Paul Strickland, Mateo Chávez y Tommy Vega) a lidiar con un incendio forestal que se extiende por Texas.

## Elenco y personajes
| - Rob Lowe como Owen Strand - Gina Torres como Tommy Vega - Ronen Rubinstein como Tyler Kennedy «TK» Strand - Sierra McClain como Grace Ryder - Jim Parrack como Judson «Judd» Ryder - Natacha Karam como Marjan Marwani - Brian Michael Smith como Paul Strickland - Rafael Silva como Carlos Reyes - Julian Works como Mateo Chávez | - Oliver Stark como Evan «Buck» Buckley - Aisha Hinds como Henrietta «Hen» Wilson - Ryan Guzman como Edmundo «Eddie» Díaz |

## Producción

### Desarrollo
En mayo de 2020, Tim Minear, el showrunner de 9-1-1 y 9-1-1: Lone Star, afirmó que «Definitivamente habrá cruces. Estamos dándole vueltas a algunas ideas sobre cómo lograrlo, ya es hora de que podamos cruzar un poco esos mundos». El 25 de noviembre, Ronen Rubinstein reveló mediante su Instagram que el episodio se titularía «Hold the Line», escrito por Jessica Ball y John Owen Lowe y dirigido por Bradley Buecker. A comienzos de enero de 2021, se dio a conocer que «la gran carga» del cruce estaría en «Hold the Line», con «Future Tense», el episodio de 9-1-1 que se emitió justo antes, simplemente «preparando el terreno».

### Escritura
En una entrevista de mayo de 2020, Minear dijo que tenía «un par de ideas de cruces tradicionales y también formas de hacer que las historias se crucen entre episodios que no sean necesariamente un elenco invitado en el otro episodio». Minear señaló que se obtienen ciertas dinámicas dependiendo de los personajes que se emparejen, añadiendo «Las posibilidades son casi infinitas».

### Casting
El elenco principal de 9-1-1: Lone Star incluye a Rob Lowe, Gina Torres, Ronen Rubinstein, Sierra McClain, Jim Parrack, Natacha Karam, Brian Michael Smith, Rafael Silva y Julian Works en sus papeles de Owen Strand, Tommy Vega, Tyler Kennedy «TK» Strand, Grace Ryder, Judson «Judd» Ryder, Marjan Marwani, Paul Strickland, Carlos Reyes y Mateo Chávez, respectivamente. Oliver Stark, Aisha Hinds y Ryan Guzman repiten sus papeles de Evan «Buck» Buckley, Henrietta «Hen» Wilson y Edmundo «Eddie» Díaz de 9-1-1.

### Filmación
La segunda temporada de 9-1-1: Lone Star comenzó a filmarse el 12 de octubre de 2020.

## Lanzamiento

### Emisión
«Hold the Line» se emitió en Estados Unidos en Fox el 1 de febrero de 2021 a las 9:00 p. m., justo después del episodio de 9-1-1 «Future Tense».

### Mercadotecnia
El 22 de noviembre de 2020, se lanzaron las primeras imágenes promocionales, presentando a TK Strand y Paul Strickland junto con Evan Buckley y Eddie Díaz. El 25 de enero de 2021, se lanzó el primer tráiler del cruce. A finales de enero, más imágenes fueron lanzadas, esta vez con más personajes. Unos días después, se lanzó un «primer vistazo».